# Wang Qingbo
Wang Qingbo (chinesisch 王青波; * 24. Mai 1988) ist ein ehemaliger chinesischer Leichtathlet, der sich auf den Speerwurf spezialisiert hat.

## Sportliche Laufbahn
Erste internationale Erfahrungen sammelte Wang Qingbo vermutlich im Jahr 2005, als er bei den Jugendweltmeisterschaften in Marrakesch mit einer Weite von 76,33 m den vierten Platz im Speerwurf belegte. Im Jahr darauf gewann er bei den Juniorenasienmeisterschaften in Macau mit 69,36 m die Bronzemedaille und schied anschließend bei den Juniorenweltmeisterschaften in Peking mit 67,74 m in der Qualifikationsrunde aus. 2007 gelangte er bei der Sommer-Universiade in Bangkok mit 68,88 m auf Rang elf und 2009 gewann er bei den Asienmeisterschaften in Guangzhou mit Bestleistung von 80,25 m die Silbermedaille hinter dem Japaner Yukifumi Murakami. 2013 belegte er bei den Ostasienspielen in Tianjin mit 72,19 m den fünften Platz und beendete daraufhin seine aktive sportliche Karriere im Alter von 25 Jahren.
2009 wurde Wang chinesischer Meister im Speerwurf.